# Halifax Rugby League Football Club
Maillots
Actualités
Halifax Rugby League Football Club dit Halifax RLFC est un club professionnel anglais de rugby à XIII  basé à Halifax, dans le Yorkshire de l'Ouest près de Leeds. Il évolue dans la Championship qui est le second échelon du championnat d'Angleterre. Ils ont remporté notamment, quatre championnats d'Angleterre et cinq coupes d'Angleterre appelé la « Challenge Cup ».
Le club est fondé en 1873 en tant que club de rugby (qui devient plus tard le rugby à XV) puis participe à la fondation de la Northern Rugby Football Union (qui prend le nom plus tard de la « Rugby Football League ») en 1895 qui est à l'origine directe de la naissance du rugby à XIII. Ces dernières années, après huit saisons en Super League entre 1996 et 2003, le club est descendu dans son antichambre - la Championship - dans lequel il y évolue actuellement
Il évolue au Shay depuis 1998 après avoir évolué 112 ans à Thrum Hall.

## Palmarès
- Championnat d'Angleterre (Super League incluse) (4):
  - Champion : 1903, 1907, 1965 et 1986.
  - Finaliste : 1953, 1954, 1956 et 1966.
- Coupe d'Angleterre dite Challenge Cup (5):
  - Vainqueur : 1903, 1904, 1931, 1939 et 1987.
  - Finaliste : 1909, 1941, 1942, 1949, 1954, 1956 et 1988.
- Championnat du Yorkshire (7)[1]:
  - Champion : 1909, 1921, 1953, 1954, 1956, 1958 et 1964.
- Coupe du Yorkshire (4)[1]:
  - Vainqueur : 1909, 1945, 1955, 1956.
  - Finaliste : 1906, 1908, 1942, 1980.

- Précision :   1. 1 2  Le championnat du Lancashire s'est déroulé entre 1895 et 1974, et la coupe du Lancashire entre 1905 et 1993.

## Bilan du club toutes saisons et toutes compétitions confondues
| Année | Année | Saison régulière Championship | Saison régulière Championship | Saison régulière Championship | Saison régulière Championship | Saison régulière Championship | Saison régulière Championship | Saison régulière Championship | Saison régulière Championship | Phase finale Championship | Phase finale Championship | Phase finale Championship | Phase finale Championship | Phase finale Championship | Phase finale Championship | Phase finale Championship | Challenge Cup      |
| Année | Année | Class.                        | Points                        | MJ                            | V.                            | N.                            | D.                            | Pp.                           | Pc.                           | Perf.                     | MJ                        | V.                        | N.                        | D.                        | Pp.                       | Pc.                       | Performance        |
| 2021  | 2021  | 3e                            | 26                            | 21                            | 13                            | 0                             | 8                             | 528                           | 354                           | Demi-finale               | 2                         | 1                         | 0                         | 1                         | 34                        | 62                        | 5e tour            |
| 2022  | 2022  | 3e                            | 40                            | 27                            | 20                            | 0                             | 7                             | 837                           | 442                           | 1er tour                  | 1                         | 0                         | 0                         | 1                         | 24                        | 26                        | 5e tour            |
| 2023  | 2023  | 8e                            | 29                            | 27                            | 14                            | 1                             | 12                            | 690                           | 572                           | Non qualifié              | -                         | -                         | -                         | -                         | -                         | -                         | Huitième de finale |
| 2024  | 2024  | 9e                            | 22                            | 26                            | 11                            | 0                             | 15                            | 509                           | 650                           | Non qualifié              | -                         | -                         | -                         | -                         | -                         | -                         | Huitième de finale |
| 2025  | 2025  | -                             | -                             | -                             | -                             | -                             | -                             | -                             | -                             |                           | -                         | -                         | -                         | -                         | -                         | -                         | 3e tour            |